# Тэй (озеро)
Тэй (вьет. Hồ Tây, тьы-ном 湖西) — пресноводное озеро в центре Ханоя. Длина береговой линии — около 17 км, это самое большое озеро в столице Вьетнама. Является популярным местом для отдыха, его окружает множество садов, отелей и вилл.

## История
Озеро Тэй появилось из старицы Хонгхи и окружено множеством вьетнамских легенд. Одна из легенд утверждает, что озеро появилось после битвы между Лак Лонг Куаном и духом лисы с девятью хвостами. Тэй окружено местами, связанными с историей Ханоя и Вьетнама. Здесь находится пагода Чанкуок, старейшая пагода Вьетнама, построенная в VI веке и сейчас расположенная на маленьком острове в середине озера. Рядом с этой пагодой находится храм Куантхань, один из четырёх священных храмов древнего Ханоя.

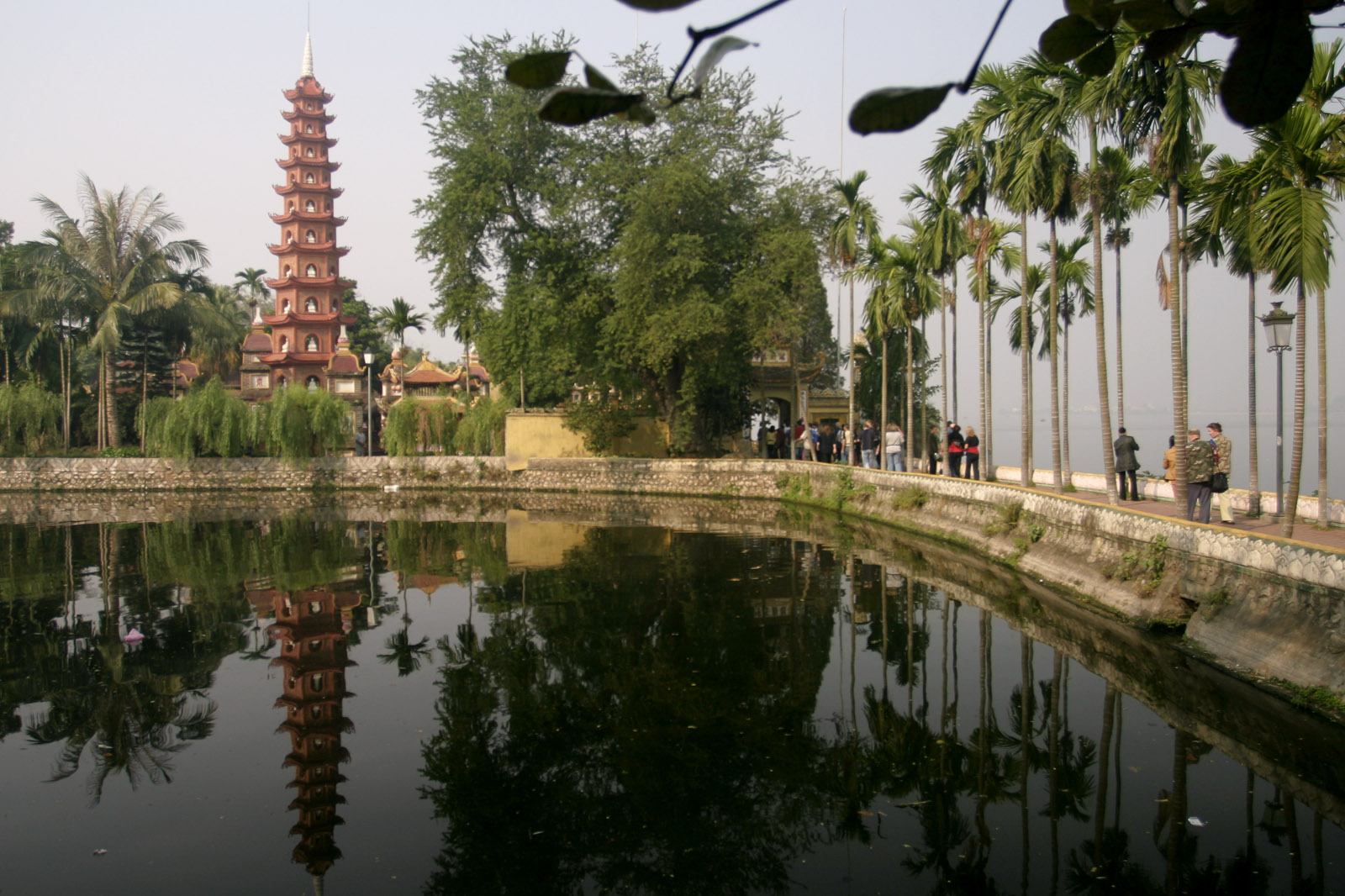
Вид на пагоду Чанкуок

## Рекреационное использование
Являясь самым большим озером Ханоя и располагаясь прямо в центре вьетнамской столицы, озеро Тэй окружено множеством садов, отелей, ресторанов и других увеселительных заведений.